# Hôpital de Divriği
L'hôpital de Divriği (en turc : Darüşşifa) fut construit à Divriği vers la fin du XIIe siècle par Turan Melek Sultan, fille du roi Mengücek d'Erzincan, Fahreddin Behram Chah.
L'édifice est inscrit sur la liste du patrimoine mondial de l'UNESCO depuis 1985, conjointement avec la Grande mosquée de Divriği, en vertu de son architecture.